# Prosotas bhutea
Prosotas bhutea là một loài bướm xanh (Lycaenidae) được tìm thấy ở châu Á.

## Phạm vi phân bố
Loài bướm này được tìm thấy ở Ấn Độ từ Sikkim đến Assam, và kéo dài đến Karens và đến Vân Nam.

## Miêu tả
Mặt trên của con đực có màu nâu tía mờ đục. Cánh trước và cánh sau là những đường thẳng mảnh, tối màu, nhưng khác nhau. Mặt dưới là màu đất tương tự, nhưng nhạt hơn rất nhiều. Mặt trước là một dải ngang có viền nhạt màu sẫm hơn màu mặt đất, như sau: một dải ngang giữa tế bào từ costa đến tĩnh mạch trung gian, một dải khác từ costa qua các đĩa đệm đến đỉnh dưới của tế bào, một dải cong hình đĩa từ costa đến tĩnh mạch ba, một điểm bên dưới nó dịch chuyển vào trong; một loạt các nốt sần rộng dưới cùng nằm ngang của cùng một bóng râm tiếp theo là một đường đốm và một đường mảnh trước gan. Cánh sau có một dải dưới đáy, một dải ngắn dọc theo các đĩa đệm và một dải đĩa không đều, hơi méo mó, tất cả đều có màu tương tự như ở cánh trước. Có các dấu hiệu đầu cuối giống như ở mặt trước, nhưng các điểm cuối của loạt dấu hiệu dưới có phần bên trong hơi gồ ghề (hình ngọn giáo), hàng các điểm bên ngoài chúng, mỗi điểm ở bên trong hình nón; một đốm nhỏ màu đen nổi bật trong khoảng trống thứ hai, bên trong có chất nhờn và bên ngoài lốm đốm các vảy màu xanh kim loại. Ăng-ten, đầu, ngực và bụng có màu nâu tía xám. Ngực có phần hoa râm.